# Xeniadész
Xeniadész (ógörögül Ξενιάδης, Kr. e. 5. század) görög filozófus
Életéről mindössze annyit tudunk, hogy Korinthoszból származott. Sextus Empiricus szerint már Démokritosz előtt tagadta az érzékek útján szerzett ismeretek megbízhatóságát. Munkái nem maradtak fenn.